# IOS 15
iOS 15 è la quindicesima versione del sistema operativo iOS, sviluppato da Apple. Annunciato alla Worldwide Developers Conference (WWDC) il 7 giugno 2021 e pubblicato nello stesso giorno in versione beta per gli sviluppatori, iOS 15 è disponibile a partire dal 20 settembre 2021.

## Caratteristiche

### Interfaccia e nuove funzionalità del sistema

#### Full immersion
La funzionalità Full immersion permette di impostare uno stato di attività, ad esempio Lavoro, Sonno e Non disturbare. In base allo stato selezionato, è possibile impostare il tipo di notifica che si vuole ricevere e da quale applicazione. Lo stato Fitness può attivare automaticamente l'app Fitness su un Apple Watch, se presente. È anche possibile scegliere quali pagine o app mostrare sulla Home in base allo stato. Quest'ultimo può cambiare automaticamente in base al luogo in cui ci si trova o all'orario.
Alcune impostazioni della schermata di blocco possono essere controllate in base allo stato; per esempio, la funzione Attenua blocco schermo, che oscura la schermata di blocco impedendo alle notifiche di essere visibili in quella schermata, può essere attivata o disattivata automaticamente in base allo stato.
Lo stato Non disturbare può essere condiviso ai contatti iMessage in modo che possano accorgersi che si è in tale stato di attività, in cui il messaggio viene recapitato in maniera silenziosa. È possibile anche impostare quali contatti possono essere esclusi da tale modalità, quindi dai quali ricevere notifiche.

#### Raccolte smart con widget suggeriti
In base al contesto, iOS è in grado di aggiungere o rimuovere widget alle raccolte già esistenti. Per esempio, in prossimità dell'inizio di un certo evento presente del Calendario, il sistema può decidere di aggiungere automaticamente a una raccolta smart il widget Calendario, qualora non fosse già presente, per poi rimuoverlo alla scadenza dell'evento.

#### Notifiche
Il design delle notifiche a schermo viene migliorato; per esempio, vengono ingrandite le icone dell'app e la foto del profilo del contatto da cui proviene la notifica (quest'ultima ove presente). Dalle opzioni della notifica arrivata, è possibile zittire la corrispondente app per un'ora o per tutto il giorno.
Sommario è una notifica più grande e unica che riassume tutte le notifiche che sono state posticipate e raggruppate tramite il Riepilogo programmato. Quest'ultima funzione permette di configurare quali app includere nel sommario e l'orario in cui questo sommario deve essere notificato. In questo modo, le notifiche provenienti dalle varie app configurate compariranno solo a cadenza programmata tramite sommario.

#### Home
È possibile riordinare o cancellare le varie schermate della Home.

#### Drag and drop tra le app
È possibile trascinare foto, testo e qualsiasi file da un'applicazione all'altra.

#### Personalizzazione delle dimensioni del testo per le app
Dal Centro di controllo è possibile regolare la dimensione del testo per le app; per ogni singola app, inoltre, può essere impostata una dimensione del testo personalizzata.

#### Ricerca Spotlight
La funzione di ricerca globale Spotlight è stata potenziata ed è disponibile anche nella schermata di blocco trascinando verso il basso la schermata. Inoltre, ora è possibile spostare le app da Spotlight direttamente nella schermata Home.

#### Dettatura continua
La funzione di dettatura del testo con la voce presente nella tastiera non è più limitata a 60 secondi ma è senza limiti di tempo, inoltre risulta più veloce e accurata.

#### Traduttore integrato
La funzione di traduzione del testo in più lingue è ora implementata a livello di sistema, quindi selezionando o tappando il testo in qualunque punto compaiono le funzioni per la traduzione.

#### Backup
I backup su iCloud ora possono essere effettuati anche su rete dati cellulare 5G.

#### Aggiornamento software
Gli aggiornamenti possono essere scaricati anche tramite la rete dati cellulare a partire da iOS 15.4

#### RealityKit 2
La nuova versione permette alle app di costruire esperienze AR ancora più immersive usando le nuove API per catturare gli oggetti ancora più velocemente, shader personalizzati, asset dinamici, sistemi personalizzati e controllo del personaggio.

#### Regolazione velocità di riproduzione video
Il player predefinito di sistema, utilizzato per i video e da molte app, ha il controllo per regolare la velocità di riproduzione.

#### Effetti video e Modalità microfono
Nel Centro di controllo sono disponibili due nuovi comandi, Effetti video e Modalità microfono, che permettono di avere in ogni app l'effetto Ritratto per la fotocamera e l'Isolamento voce per il microfono.

#### Accessibilità migliorata
- Esplorazione delle immagini con VoiceOver: esplorare persone, oggetti, testo e tabelle all'interno delle immagini in modo più dettagliato con VoiceOver. Esplorare le ricevute e i valori delle etichette nutrizionali in modo intelligente e in ordine logico anche se sono in una tabella. Spostare il dito su una foto per scoprire la posizione di una persona rispetto ad altri oggetti all'interno delle immagini.
- Descrizioni delle immagini vocali in Markup: Markup consente all'utente di aggiungere descrizioni di immagini che possono essere lette da VoiceOver. Le descrizioni delle immagini persistono anche se condivise e possono essere lette in una gamma di app supportate su iPhone, iPad e Mac.
- Azioni sonore per Controllo interruttori: le azioni sonore per Controllo interruttori consentono di controllare iPhone con semplici suoni della bocca, come un clic, un pop o un suono "ee", senza la necessità di pulsanti fisici, interruttori o comandi verbali complessi.
- Suoni di sottofondo: i suoni di sottofondo riproducono rumori bilanciati, luminosi o scuri, oceano, pioggia e trasmettono continuamente il suono in sottofondo per mascherare il rumore ambientale o esterno indesiderato e aiutare l'utente a concentrarsi, mantenere la calma o riposare. I suoni si mescolano o si abbassano sotto altri suoni audio e di sistema mentre il dispositivo viene utilizzato dal suo proprietario.
- Accessibilità Per-App: ogni app può avere una diversa impostazione di accessibilità per regolare il testo (Testo in grassetto, Testo più grande, Forme pulsanti, Etichette Sì/No, Riduci trasparenza), aumentare il contrasto, ridurre il movimento, attivare o disattivare l'anteprima video in automatico, ecc.
- Grafici udibili: mediante il framework di accessibilità Audio Graphs,[8] è possibile creare grafici che vengono descritti con l'audio. Questo permette alle persone con problemi di vista di percepire i cambiamenti dei dati nel grafico.

#### Maggior uso del 5G
iOS 15 consente a più app e funzionalità di sistema di utilizzare una connettività 5G rispetto a iOS 14. È possibile scaricare aggiornamenti software di iOS senza limitazioni, eseguire o ripristinare un backup del telefono su iCloud, nell'app TV si possono scaricare programmi con una qualità dell'immagine superiore rispetto a prima.
È inoltre possibile passare automaticamente a una rete veloce 5G in caso di riduzione delle prestazioni Wi-Fi o di segnale scarso oppure quando si è connessi a una rete wireless non sicura o captive.

#### Account per scuola e lavoro
È possibile aggiungere all'iPhone gli account della propria organizzazione, gestiti da scuole o aziende, senza dover usare app esterne o profili.

#### Indicatore di accesso alla posizione
L'icona della posizione geografica nella barra di stato del telefono, diventa cerchiata di blu per indicare il momento esatto in cui l'app corrente sta accedendo alla posizione geografica.

#### StoreKit 2
StoreKit 2 permette alle app di implementare l’opzione Richiedi un rimborso all’interno dell'app stessa. Gli sviluppatori possono monitorare meglio gli acquisti effettuati dagli utenti senza dover ricorrere a soluzioni di terze parti.

### Novità delle app
Le seguenti sono alcune delle novità presenti in iOS 15, ma alcune funzioni sono esclusive di modelli iPhone con processori A12 Bionic e successivi.

#### Apple Developer
- L'app Apple Developer permette di iscriversi ad attività interattive.
- Si possono vedere i video con SharePlay.
- La funzione di ricerca è stata migliorata.[10]

#### FaceTime
- Anche persone che non possiedono dispositivi Apple possono partecipare alle chiamate, accedendo tramite appositi link all'applicazione per browser web.
- Nella chiamata si possono visualizzare più partecipanti.
- SharePlay: è possibile condividere il proprio schermo con altri membri della chiamata ed è possibile visualizzarlo anche su altri dispositivi (come la Apple TV) oppure contenuti provenienti da Apple Music[11] e l'app Apple TV.[12]
- Isolamento Vocale: è possibile migliorare la qualità delle chiamate, azzerando il rumore di sottofondo.[13]
- È possibile usare la modalità Ritratto della fotocamera, dove presente, per sfocare lo sfondo e apparire a fuoco.
- Audio Spaziale: a seconda della persona del gruppo che parla al telefono, l'applicazione focalizzerà l'audio facendolo sembrare presente nella stanza in cui stiamo.

#### Fotocamera e Foto
- Testo attivo: puntando la fotocamera su un'immagine o su un oggetto contenente del testo, si può copiarlo e incollare in un'altra app. Naturalmente è anche possibile effettuare una traduzione o condividerlo con altre persone.[14]
- Intelligenza artificiale nell'app Foto: toccando gli oggetti in una foto, è possibile saperne il nome.[14]
- Nell'app Foto è possibile modificare in maniera più selettiva i ricordi, potendo anche cambiare sottofondo musicale.
- Nell'app Foto è possibile visualizzare tutte le informazioni dai metadati e modificare data e ora e il luogo di scatto.[15]
- Modalità di scatto Panoramica migliorata su iPhone 12 e successivi: minore distorsione geometrica negli scatti panoramici con campi visivi allungati, riduzione del rumore e bande che si formano nell'immagine a causa delle variazioni di luminosità e contrasto durante lo spostamento della fotocamera da un lato all'altro, un'immagine meno sfocata e più chiara anche durante la cattura dei soggetti in movimento all'interno del panorama.
- Modalità notte: un interruttore consente di attivare o disattivare questa funzione in base alle proprie necessità.[16]
- Ricerca visiva: è in grado di riconoscere animali, piante, opere d'arte e monumenti presenti nelle Foto.

#### Mappe
- Una maggiore profondità è stata aggiunta alle mappe di guida con l'uso della modellazione 3D che rende più facile interpretare le direzioni di fronte a strade su livelli diversi rispetto a quella su cui si guida.
- Sono stati aggiunti edifici, monumenti e alberi in 3D.[17]
- Sono migliorati i dettagli delle strade e vengono aggiunte varie informazioni quali l'ubicazione dei semafori e degli autovelox.
- È possibile visualizzare il globo terrestre in 3D per poter navigare.[18]
- La modalità notte impostata in Mappe si basa sulla modalità notte impostata nel sistema anziché attivarsi soltanto di notte, mentre i colori sono migliorati.
- Navigazione in realtà aumentata: permette di scandire la visuale e navigare visualizzando le indicazioni che vengono sovrapposte in 3D al mondo reale ripreso dalla fotocamera.
- Trasporti pubblici: percorsi e orari dei mezzi pubblici, con possibilità anche di pinnare in alto i percorsi preferiti. Le notifiche in-app avvisano l'utente quando deve scendere da un autobus o un treno grazie al miglioramento del tracciamento GPS in tempo reale. Queste informazioni di transito sono visibili anche su un Apple Watch collegato all'iPhone.
- Segnalazioni e Recensioni: è possibile segnalare incidenti, scrivere recensioni o aggiungere foto ad esercizi commerciali o punti di interesse, ecc.

#### Messaggi
- Condivisi con te: i contenuti condivisi sono inseriti nella app corrispondente per una visualizzazione successiva.[19] Se un contatto di iMessage dovesse inviarci un link[20], per esempio di Apple Music, la canzone reindirizzata dal collegamento sarà mostrata nella sezione di Apple Music “Suggeriti per te”, insieme al testo del messaggio.[21]
- Foto multiple: le immagini sono ora mostrate in una pila da sfogliare.[22]
- Metti in evidenza: il link di un sito web che ci è stato inviato può essere appuntato con una spilla colorata.[23] Anche le conversazioni si possono evidenziare.[24]

#### Meteo
- Nuove animazioni delle precipitazioni.
- È presente una mappa che visualizza temperature, precipitazioni e qualità dell'aria.
- Possibilità di ricevere notifiche sulle precipitazioni per le posizioni che si desidera.

#### Podcast
- Nuovo filtro che semplifica la navigazione tra gli episodi, rendendola più razionale.[25]

#### Safari
- La barra degli indirizzi è stata spostata in basso, quindi più accessibile e con la possibilità di strisciare sulle altre schede aperte. È possibile anche riportare la barra in alto per ogni singola scheda. Tutte le funzioni sono raggruppate in una nuova schermata a comparsa che appare toccando sui tre puntini. Il raggruppamento delle funzioni è stato reimpostato nel lato inferiore su una barra fissa.[26]
- Pannelli: è possibile organizzare le schede in gruppi.[27]
- Pagina di apertura: è possibile personalizzare la pagina visualizzata all'avvio del browser con una o più sezioni tra preferiti, siti più frequentemente visitati, condivisi con te, report della privacy, suggerimenti di Siri, elenco lettura,  e pannelli iCloud. Inoltre è stata aggiunta un'opzione per scegliere un'immagine di sfondo.[28]
- Estensioni: è possibile installare estensioni per modellare il funzionamento di Safari.[29]
- App Clip migliorate: possibilità di mostrare in Safari un'anteprima a schermo intero delle App Clip e ridotto il numero di passaggi per aprire l'app clip.
- Introdotto supporto al codec WebM.
- È possibile tradurre una pagina web direttamente da Safari.[30]

#### Salute
- Possibilità di condividere i dati coi propri familiari o medici in modo da poterli monitorare sul loro telefono.
- È presente un nuovo parametro monitorato chiamato Stabilità della camminata, che determina il rischio di caduta utilizzando i sensori dell'iPhone e sofisticati algoritmi che misurano l'equilibrio, la stabilità e la coordinazione.[31]
- Aggiunta anche l'Analisi delle tendenze ovvero delle linee orizzontali che mostrano la tendenza dei vari parametri sul lungo periodo.
- Risultati di Laboratorio permette di importare i risultati di laboratorio da una struttura sanitaria, con la possibilità anche di compararli coi mesi precedenti.

#### File
- Nell'app File è disponibile una nuova modalità di visualizzazione dei file per gruppi che raggruppa i file dello stesso tipo.
- L'editor dei PDF integrato permette di inserire pagine da file o da scansioni, rimuovere pagine e ruotarle.
- È possibile proteggere i PDF con una password necessaria per poterli aprire.
- È possibile scansionare e salvare un biglietto da visita.[32]

#### Dov'è
- Dov'è è in grado di rilevare la posizione dell'iPhone anche se viene spento e ripristinato. È quindi possibile bloccare l'iPhone anche se venisse ripristinato; subito dopo il ripristino, viene presentata una schermata nella quale viene mostrato un messaggio che scorre in tutte le lingue e spiega che quell'iPhone è stato bloccato dal suo proprietario.
- Invia notifiche nel momento in cui ci si allontana da oggetti o dispositivi che erano con noi; per esempio, se si dimentica l'iPhone mentre ci si allontana, si riceverà subito una notifica sull'iPad e sull'Apple Watch.

#### Promemoria
Possibilità di inserire i tag nei promemoria per classificarli.

#### Nuovi widget di sistema
Sono stati aggiunti i widget Dov'è, Contatti, App Store, Mail, Sonno, Game center.

#### Comandi
Nelle automazioni è stato aggiunto il Riconoscimento suoni: è possibile eseguire un comando personalizzato in corrispondenza del riconoscimento di un certo suono.

#### Wallet
- Chiavi: con l'iPhone, è ora possibile sbloccare la porta di casa, garage, camera d'albergo e l'ingresso nel luogo di lavoro.
- Vaccinazioni: con l'iPhone, è ora possibile aggiungere informazioni sulle vaccinazioni anti COVID-19 nell'app Wallet di Apple.[35]

#### Siri
- Condividi con Siri: è possibile condividere contenuto chiedendo a Siri “Ehi Siri, condividi questo con” affiancato dal nome del contatto e Siri condividerà il contenuto presente sullo schermo a quella persona usando l'app Messaggi. È possibile condividere direttamente le immagini, pagine web, musiche da Apple Music, Podcast, storie da Apple News e posizioni da Mappe. Per il contenuto che non viene riconosciuto, Siri invia uno screenshot.
- Notifiche annunciate: Siri può annunciare tutte le notifiche in arrivo e l'utente può inviare le risposte o azioni via voce a Siri. È possibile scegliere su quali app avere le notifiche annunciate.

#### Memo Vocali
Aggiunte nuove opzioni di riproduzione per regolare la velocità e ignorare il silenzio.

### Sicurezza e privacy

#### Mail Privacy Protection
Mail Privacy Protection nasconde l'indirizzo IP dell'utente all'apertura delle mail commerciali e spam, quelle che alla sola visualizzazione caricano contenuto esterno.

#### Nascondi la mia e-mail
Consente di creare indirizzi e-mail unici e casuali che inoltrano i messaggi alla casella di posta privata, in modo da poter inviare e ricevere e-mail senza dover condividere il vero indirizzo e-mail.

#### iCloud domini personalizzati
È possibile gestire domini e-mail personalizzati su iCloud. A partire dall'aggiornamento di iOS 15.4, è sufficiente accedere alle impostazioni e da lì decidere ciò che è più consono.

#### iCloud Private Relay
In Safari, iCloud Private Relay nasconde l'indirizzo IP del telefono al sito web che si vuole visitare, mediante invio e ricezione a due server (relay) diversi. I dati viaggiano criptati. Protegge anche la risoluzione delle query DNS e il traffico HTTP non sicuro in tutte le app.

#### iCloud Relay Location
In Safari, iCloud Relay Location permette di impostare il rilevamento della posizione basato su IP a livello nazionale anziché locale. Il vero IP viene nascosto come in una VPN, con la differenza che non viene persa la locazione a livello di nazione, quindi i contenuti veicolati dai siti web sono sempre coerenti alla propria nazione.

#### Resoconto sulla privacy delle app
"App Privacy Report" svolge le seguenti funzioni:
- mostra l'utilizzo delle autorizzazioni per la privacy da parte delle app.
- fornisce un elenco dei siti web che le app hanno visitato.[41]

#### Generatore di one-time password integrato con Autofill
È disponibile un generatore di one-time password (OTP) integrato nel sistema che consente di utilizzare i dispositivi iOS per generare codici di verifica per l'autenticazione a due fattori dei vari account. Essendo integrato, non è necessario scaricare un'app separata. I codici di verifica vengono riempiti automaticamente quando si accede al sito.

#### Connessioni hotspot con WPA3
Le connessioni hotspot ora possono utilizzare anche il protocollo di sicurezza WPA3.

#### Aggiornamenti
| Versione | Data di rilascio  |
| -------- | ----------------- |
| 15       | 20 settembre 2021 |
| 15.0.1   | 1 ottobre 2021    |
| 15.0.2   | 11 ottobre 2021   |
| 15.1     | 25 ottobre 2021   |
| 15.1.1   | 17 novembre 2021  |
| 15.2     | 13 dicembre 2021  |
| 15.2.1   | 12 gennaio 2022   |
| 15.3     | 26 gennaio 2022   |
| 15.3.1   | 10 febbraio 2022  |
| 15.4     | 14 marzo 2022     |
| 15.4.1   | 31 marzo 2022     |
| 15.5     | 16 maggio 2022    |
| 15.6     | 20 luglio 2022    |
| 15.6.1   | 17 agosto 2022    |
| 15.7     | 12 settembre 2022 |
| 15.7.1   | 27 ottobre 2022   |
| 15.7.2   | 13 dicembre 2022  |
| 15.7.3   | 23 gennaio 2023   |
| 15.7.4   | 27 marzo 2023     |
| 15.7.5   | 10 aprile 2023    |
| 15.7.6   | 18 maggio 2023    |
| 15.7.7   | 21 giugno 2023    |
| 15.7.8   | 24 luglio 2023    |
| 15.7.9   | 11 settembre 2023 |
| 15.8     | 25 ottobre 2023   |
| 15.8.1   | 22 gennaio 2024   |
| 15.8.2   | 5 marzo 2024      |
| 15.8.3   | 29 luglio 2024    |
| 15.8.4   | 31 marzo 2025     |

## Dispositivi supportati
iOS 15 è di serie nei recenti iPhone 13 e nell'iPhone SE (3ª generazione):
- iPhone SE (3ª generazione)
- iPhone 13 Pro Max
- iPhone 13 Pro
- iPhone 13
- iPhone 13 mini

Inoltre, iOS 15 è supportato dagli stessi dispositivi compatibili con iOS 14:
- iPhone 12 Pro Max
- iPhone 12 Pro
- iPhone 12
- iPhone 12 mini
- iPhone SE (2ª generazione)
- iPhone 11 Pro Max
- iPhone 11 Pro
- iPhone 11
- iPhone XS‌ Max
- iPhone XS
- iPhone XR
- iPhone X
- iPhone 8 Plus
- iPhone‌ 8
- iPhone‌ 7 Plus
- iPhone 7
- iPhone SE (1ª generazione)
- iPhone 6s Plus
- iPhone 6s